# Código Asuka Kiyomihara
El código Asuka Kiyomihara (飛鳥浄御原令 Asuka Kiyomihara-ryō?) se refiere a una colección de reglas de gobierno compiladas y promulgadas en 689, una de las primeras, sino la primera colección de leyes del sistema ritsuryō en el Japón clásico. Esto también marca la aparición inicial del cuerpo administrativo central llamado Daijō-kan (Consejo de Estado) compuesto por los tres ministros: el Daijō-daijin (el canciller), el Sadaijin (Ministro de la Izquierda) y el Udaijin (Ministro de la Derecha).
En 662, se dice que el Emperador Tenji compiló el primer código legal japonés conocido por los historiadores modernos. El código Ōmi, que consta de 22 volúmenes, fue promulgado en el último año de reinado de Tenji. Esta codificación legal ya no existe, pero se dice que se refinó en lo que se conoce como Asuka Kiyomihara ritsu-ryō de 689. La compilación se inició en 681 bajo el Emperador Tenmu. El Emperador murió en 686, pero la finalización del código tomó algunos años más. Fue promulgado en 689. Se entiende que fueron precursores del código Taihō de 701.
Aunque no está "finalizado" (no incorpora un código penal, un ritsu, por ejemplo), el código ya incorporó varias regulaciones importantes (por ejemplo, el registro obligatorio para los ciudadanos), lo que allanó el camino para el código Taihō más completo.